# Autópálya M86
Autópálya M86 (ungarisch für ,Autobahn M86‘), auch Szombathelyi autóút (ungarisch für ‚Steinamangerer Schnellstraße‘) genannt, ist eine in Nord-Süd-Richtung verlaufende Schnellstraße in Ungarn und Teil der Europastraße 65. Sie beginnt in Mosonmagyaróvár und endet bei Szombathely.
Bei Csorna wird sie künftig die Autobahn M85 Győr–Sopron kreuzen. Für eine Umfahrung der Stadt wird von Juni 2013 bis Mitte 2015 eine sechsspurige Autobahn im Osten der Stadt gebaut.
Im September 2013 war Baubeginn für ein weiteres Teilstück von Szeleste in Richtung Csorna. Die Arbeiten an dem knapp 7,5 km langen Abschnitt wurden am 18. September 2015 abgeschlossen, und die Strecke wurde eröffnet.
Die letzte Baustrecke ist Hegyfalu–Csorna. Die Arbeiten an dem knapp 33,4 km langen Abschnitt sollen am 25. Oktober 2016 – mit Nettokosten von 65,9 Mrd. Forint – abgeschlossen sein.
Am 28. Juni 2014 öffnete die Schnellstraße zwischen Szombathely und Vát vorübergehend, die offizielle Eröffnung fand am 24. Juli 2014 statt.
Am 9. September 2015 wurde die 12,5 km lange Schnellstraße zwischen Csorna-Nord und Szilsárkány eröffnet.
Am 25. Oktober 2016 wurde die 33,4 km lange Schnellstraße zwischen Hegyfalu und Szilsárkány eröffnet.
In Szombathely wird die Schnellstraße künftig mit den Autobahnen M9 in Ost-West-Richtung und M87 in Richtung Nordwesten (Kőszeg, Oberpullendorf) verbunden sein.

## Streckenfreigaben
| Abschnitt                                                                               | Länge   | Baubeginn        | Inbetriebnahme     |
| --------------------------------------------------------------------------------------- | ------- | ---------------- | ------------------ |
| Szombathely − Vát                                                                       | 9,2 km  | September 2009   | 28. Junir 2014     |
| Umfahrung Vát                                                                           | 4,56 km | 12. Oktober 2006 | 10. Juni 2009      |
| Vát – Szeleste                                                                          | 3,8 km  | Mai 2009         | 15. Dezember 2010  |
| Szeleste - Hegyfalu                                                                     | 7,5 km  | 17. Oktober 2013 | 18. September 2015 |
| Hegyfalu - Szilsárkány                                                                  | 33,4 km | 27. Oktober 2013 | 25. Oktober 2016   |
| Szilsárkány - Csorna-Nord mit gemeinsamer Abschnitt zwischen Csorna-Süd und Ost mit M85 | 12,5 km | Juni 2013        | 9. September 2015  |

## Abschnitte als Europastraße
Folgende Europastraßen verlaufen entlang der Autóút M86:
- E 65: Dreieck Csorna-Nord – Szombathely

## Verkehrsaufkommen
Diese Route ist äußerst wichtig für den Transitverkehr in Westungarn.
Durchschnittlicher täglicher Verkehr auf der Autobahn
| Abschnitt                               | DTV    |
| --------------------------------------- | ------ |
| Csorna (Csorna-kelet – Csorna-dél)      | 18.833 |
| Répcelak (Répcelak – Hegyfalu)          | 13.809 |
| Szombathely (Vép – Szombathely-Centrum) | 17.793 |

## Gebührenpflichtige Strecken
Die M86 in Ungarn ist fast komplett gebührenpflichtig. 
Siehe auch Maut in Ungarn

### Komitatsweit gültige Vignette
Seit dem 1. Januar 2015 können Benutzer die Schnellstraße M86 mit einem nationalen E-Aufkleber oder die folgenden komitatsweit geltenden Vignetten nutzen:
| Komitat           | Verwendbarer Abschnitt                             |
| ----------------- | -------------------------------------------------- |
| Győr-Moson-Sopron | Ab Csorna-Nord bis nach Répcelak (148 km – 116 km) |
| Vas               | bei Beled bis zur Szombathely (124 km – 81 km)     |